# Asteia hawaiiensis
Asteia hawaiiensis är en tvåvingeart som beskrevs av Grimshaw 1901. Asteia hawaiiensis ingår i släktet Asteia och familjen smalvingeflugor. Inga underarter finns listade i Catalogue of Life.